# Филдинг, Уильям, 3-й граф Денби
Уильям Филдинг (англ. William Feilding; 29 декабря 1640 — 23 августа 1685) — английский аристократ, 2-й граф Десмонд, 2-й виконт Каллан и 2-й барон Филдинг в пэрстве Ирландии с 1665 года, 3-й граф Денби, 3-й виконт Филдинг и 3-й барон Филдинг в пэрстве Англии с 1675 года.
Уильям Филдинг родился в 1640 году в семье Джорджа Филдинга, 1-го графа Десмонда, и Бриджит Стенхоуп. После смерти отца в 1665 году он унаследовал графский титул и семейные владения, расположенные главным образом в Ирландии. В 1675 году Филдинг стал наследником своего бездетного дяди Бэзила и занял место в английской Палате лордов как 3-й граф Денби.
Граф был женат на Мэри Кинг, дочери сэра Роберта Кинга и Фрэнсис Фолио. В этом браке родились дочь Мэри (приблизительно 1668—1697; жена Эвелина Пьерпонта, 1-го герцога Кингстон-апон-Халл) и сын Бэзил (1668—1717), 4-й граф Денби. После смерти первой жены Филдинг женился во второй раз, на Мэри Кэри, дочери Генри Кэри, 2-го графа Монмута, и Марты Крэнфилд. Этот брак остался бездетным.